# Lumbrineris oculata
Lumbrineris oculata är en ringmaskart som beskrevs av Ehlers 1908. Lumbrineris oculata ingår i släktet Lumbrineris och familjen Lumbrineridae. Inga underarter finns listade i Catalogue of Life.